# Palazzo della Contessa di Lebrija
Il Palazzo della Contessa di Lebrija (in spagnolo: Palacio de la Condesa de Lebrija) è un edificio storico di Siviglia.

## Storia e descrizione
Originariamente l'edificio fu costruito nel XVI secolo su un altro preesistente risalente al XV secolo. Agli inizi del XX secolo subì grandi lavori di restauro da parte di Manjón Mergelina, contessa di Lebrija, che lo acquistò nel 1901.
Il palazzo, situato in Calle Cuna, è diviso in due piani per ospitare una zona abitabile per l'inverno e una per l'estate. Questo palazzo si caratterizza per la ricchezza di opere artistiche che esso contiene: infatti la contessa era una grande amante dell'archeologia, e proprio per questo motivo raccolse reperti appartenenti a varie epoche e culture. Nella sala Ochavada sono conservati i mosaici di Italica, antica colonia romana, che furono acquisiti dalla contessa nel 1914: tra di essi è degno di nota un mosaico del dio Pan; inoltre sono conservati alcuni busti, statue e teste della stessa epoca. Nel palazzo sono notevoli anche gli elementi decorativi di chiara origine arabi e persiani presenti nel cortile. Una grande scalinata del XX secolo conduce al secondo piano, dove sono presenti un quadro di Antoon van Dyck, uno della Escuela di Murillo e uno di Joaquín Sorolla.